# Centrosema tetragonolobum
Centrosema tetragonolobum là một loài thực vật có hoa trong họ Đậu. Loài này được R. Schultze-Kraft & R. J. Williams miêu tả khoa học đầu tiên năm 1990.